# Campanula papillosa
Campanula papillosa är en klockväxtart som beskrevs av Eugen von Halácsy, René Charles Maire och Marcel Georges Charles Petitmengin. Campanula papillosa ingår i släktet blåklockor, och familjen klockväxter. Inga underarter finns listade i Catalogue of Life.